# ヨーロッパ柔道選手権大会

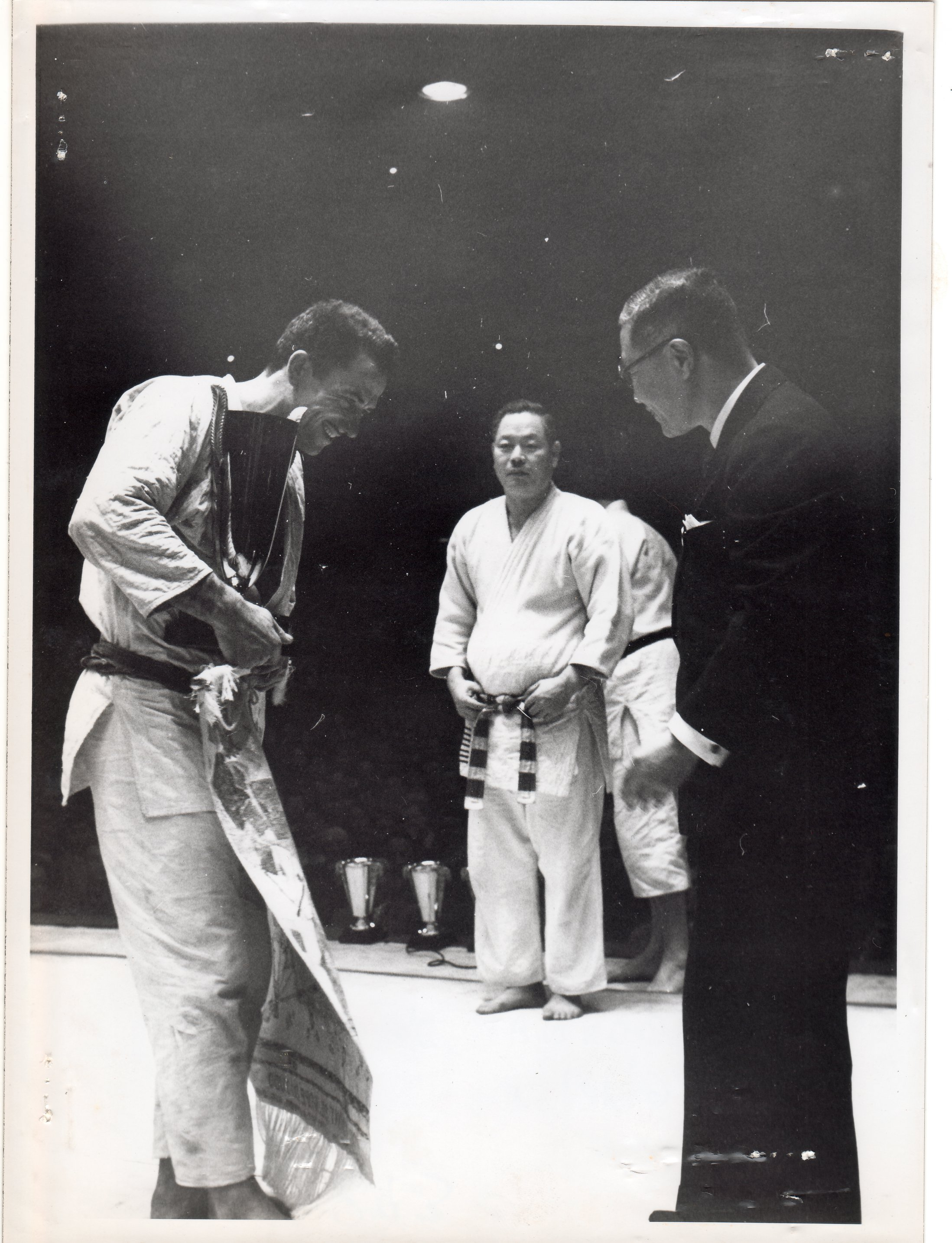
ジャン・ド・エルトゥが無差別級で優勝した1951年ヨーロッパ柔道選手権大会での表彰式。中央は川石酒造之助。

ヨーロッパ柔道選手権大会（European Judo Championships）はヨーロッパ柔道連盟（European Judo Union）が主催する柔道大会。

## 概要
1933年までにドイツでヨーロッパ柔道連盟が結成される。1934年にはナチス・ドイツのドレスデンでヨーロッパ選手権が開催された。国際柔道連盟 (IJF) はこれを第1回大会としている。フランスにも招待があったがフランスの柔道家たちは反発し、参加しなかった。戦後の1948年にロンドンでヨーロッパ柔道連盟が再建されると、1951年にフランスのパリで男子個人戦と団体戦のヨーロッパ選手権が改めて開催されることになった。書籍『柔道大事典』はこの大会を第1回大会としている。以降毎年開催され、1975年大会からは女子の大会も始まった。2011年からは各階級で各国2名まで出場できるようになった。しかし、2013年からは男女ともに代表が各国最大で9名までに制限された。
2015年2月にEJUは4月にスコットランドのグラスゴーで開催される予定だったヨーロッパ選手権の中止を公表した。イギリス柔道連盟がUFCと提携して今大会のスポンサーになったことはEJUが設けている評価基準に合致しないとして、主催のイギリス柔道連盟から大会の開催権を剥奪することとなった。UFCと契約を結んだことはEJUが有する価値観にそぐわないという。EJUの判断を受けてUFCがスポンサーから降りてもこの決定が覆されることはなかった。なお、6月にアゼルバイジャンのバクーで開催されたヨーロッパ競技大会が今大会を兼ねることになった。開催地を変更したことに関してヨーロッパ柔道連盟会長であるロシアのセルゲイ・ソロベイチックは次のように述べた。「スポーツはいくつかの人間的価値を有する。スポーツは人間的価値を高める社会の手助けをすべきだが、MMAと手を結ぶことはそのケースに当てはまらない」。さらに「MMAはスポーツでなくて、一種のショーだ」と発言すると、「対戦相手に馬乗りとなって頭部に打撃を加えるような競技は若い世代の教育に悪影響を及ぼす。柔道の大会を通してこの類の団体を宣伝するのは好ましくない」とも語った。
2016年4月にロシアのカザニで開催されたヨーロッパ選手権では、開催国のロシアが国交のないコソボの選手(マイリンダ・ケルメンディやノラ・ジャコヴァなど)に対してコソボの名の下での出場を当初拒否したものの、交渉の結果認められることになった(2年前に同じロシアのチェリャビンスクで開催された世界選手権の際には認められず、IJFの名の下での出場を余儀なくされていた)。
2017年の男子団体戦の3位決定戦でアゼルバイジャンとウクライナが対戦すると、アゼルバイジャンが3連勝したために一旦は3位が決まった(団体戦は5戦して先に3勝したチームが勝ちとなる)。しかし、副将のママダリ・メフディエフがすでに自チームの勝利が決まっていたことから試合開始直後にウクライナの選手との対戦を放棄した。そのため、一度畳に上がった選手が試合を放棄した場合はチーム全体が失格になるというルールが適用されて、結果としてチームは失格処分となり5位に終わった。
2018年の大会でジョージアチームは、1993年に新生ジョージアとして初出場以来、初めてメダルを一つも獲得できずに終わった。この結果を受けてコーチ陣は辞任した。また、ヴァルラーム・リパルテリアニやアブタンディル・チリキシビリなどナショナルチームのメンバーは、ジョージア柔道連盟会長のダビド・ケフヒシビリが辞任するまで大会にもトレーニングにも一切参加しないことを決めた。
2020年の大会は当初5月初めに開催予定だったが、新型コロナウイルスの影響により6月下旬に変更された。さらにその後、11月に開催されることが決まった。

## 優勝者

### 男子
| 1  | 1951年 | ミシェル・デュプレ         | ベルナール・パリゼ           | ギ・コーキル                     | ジャン・ド・エルトゥ         | ジャン・ド・エルトゥ         |                                        |                                          |                                          |                          |                      |                          |                        |
| 回 | 年     | 初級の部                   | 初段の部                     | 弐段の部                         | 参段の部                     | 四段の部                     | 軽量級                                 | 中量級                                   | 重量級                                   | 無差別                   |                      |                          |                        |
| 2  | 1952年 | ハイン・エシンク           | ジルベル・ブリスキーヌ       | ロベルト・ジャックモント         | ギ・コーキル                 | ジャン・ド・エルトゥ         | シャリエール                           | アンリ・クルティーヌ                     | ジャン・ド・エルトゥ                     | ギ・ベルエール           |                      |                          |                        |
| 回 | 年     | 無差別                     |                              |                                  |                              |                              |                                        |                                          |                                          |                          |                      |                          |                        |
| 3  | 1953年 | アントン・ヘーシンク       | -                            |                                  |                              |                              |                                        |                                          |                                          |                          |                      |                          |                        |
| 回 | 年     | 初段の部                   | 弐段の部                     | 参段の部                         | 無差別                       |                              |                                        |                                          |                                          |                          |                      |                          |                        |
| 4  | 1954年 | ダニエル・ウトゥル         | ミシェル・デュプレ           | ベルナール・パリゼ               | アントン・ヘーシンク         |                              |                                        |                                          |                                          |                          |                      |                          |                        |
| 回 | 年     | 初段の部                   | 弐段の部                     | 参段の部                         | 四段の部                     | 無差別                       |                                        |                                          |                                          |                          |                      |                          |                        |
| 5  | 1955年 | アンドレ・コロンジュ       | ダニエル・ウトゥル           | アントン・ヘーシンク             | ジャン・ド・エルトゥ         | ベルナール・パリゼ           |                                        |                                          |                                          |                          |                      |                          |                        |
| 回 | 年     | 初段の部                   | 弐段の部                     | 参段の部                         | 四段の部                     | 軽量級                       | 中量級                                 | 重量級                                   | 無差別                                   |                          |                      |                          |                        |
| 6  | 1957年 | ジョン・ニューマン         | フランツ・シネック           | ダニエル・ウトゥル               | アントン・ヘーシンク         | コース・ボンテ               | ピエール・リガル                       | ニコラ・テンペスタ                       | アントン・ヘーシンク                     | -                        |                      |                          |                        |
| 回 | 年     | 初段の部                   | 弐段の部                     | 参段の部                         | 四段の部                     | 軽量級                       | 軽中量級                               | 中量級                                   | 重量級                                   | 無差別                   |                      |                          |                        |
| 7  | 1958年 | ミシェル・ブルゴーイン     | ジョン・ニューマン           | ロベルト・ダジ                   | アントン・ヘーシンク         | ジャン・デワール             | ジャック・プジョール                   | バルテー・ガウース                       | アンリ・クルティーヌ                     | アントン・ヘーシンク     |                      |                          |                        |
| 8  | 1959年 | リオネル・グロッサン       | マルセル・ノットーラ         | ミシェル・ラブ                   | アンリ・クルティーヌ         | コース・ボンテ               | ハイン・エシンク                       | パウル・クニッシュ                       | アントン・ヘーシンク                     | アントン・ヘーシンク     |                      |                          |                        |
| 回 | 年     | 初段の部                   | 弐段の部                     | 参段の部                         | 四段の部                     | 軽量級                       | 中量級                                 | 重量級                                   | 無差別                                   |                          |                      |                          |                        |
| 9  | 1960年 | ミシェル・フランスシ       | ジャン＝ピエール・デサイユイ | テオ・グルデモント               | ダニエル・ウトゥル           | マティアス・シエシュレダー   | ハインリッヒ・メッツラー               | アントン・ヘーシンク                     | アントン・ヘーシンク                     |                          |                      |                          |                        |
| 10 | 1961年 | ヘルベルト・ニーマン       | ヤン・ファンイエルラント     | ジャン＝ピエール・デサイユイ     | ニコラ・テンペスタ           | クロード・メセンブール       | ハインリッヒ・メッツラー               | アントン・ヘーシンク                     | アントン・ヘーシンク                     |                          |                      |                          |                        |
| 回 | 年     | 初段の部                   | 弐段の部                     | 参段の部                         | 四段の部                     | 軽量級                       | 中量級                                 | 重量級                                   | 無差別                                   | 軽量級(プロの部)         | 中量級(プロの部)     | 重量級(プロの部)         | 無差別(プロの部)       |
| 11 | 1962年 | マルセル・エティエーヌ     | アンゾール・キブロツァシビリ | アラン・ピーターブリッジ         | ジャン＝ピエール・デサイユイ | アンドレ・ブロー             | ヘルベルト・ニーマン                   | リオネル・グロッサン                     | アンゾール・キクナーゼ                   | ヤン・スナイデルス       | アンリ・クルティーヌ | アントン・ヘーシンク     | アントン・ヘーシンク   |
| 回 | 年     | 軽量級                     | 中量級                       | 重量級                           | 無差別                       | 軽量級(プロの部)             | 中量級(プロの部)                       | 重量級(プロの部)                         | 無差別(プロの部)                         |                          |                      |                          |                        |
| 12 | 1963年 | アンドレ・ブロー           | ジャック・レベル             | クラウス・グラーン               | カール・ニッツ               | アーロン・ボゴリューボフ     | ジャック・ノリ                         | アントン・ヘーシンク                     | アントン・ヘーシンク                     |                          |                      |                          |                        |
| 13 | 1964年 | アンドレ・ブロー           | アナトリー・ボンダレンコ     | ヘルベルト・ニーマン             | アンゾール・キクナーゼ       | アーロン・ボゴリューボフ     | リオネル・グロッサン                   | アントン・ヘーシンク                     | アントン・ヘーシンク                     |                          |                      |                          |                        |
| 回 | 年     | 軽量級                     | 軽中量級                     | 中量級                           | 軽重量級                     | 重量級                       | 無差別                                 | 軽量級(プロの部)                         | 軽中量級(プロの部)                       | 中量級(プロの部)         | 軽重量級(プロの部)   | 重量級(プロの部)         | 無差別(プロの部)       |
| 14 | 1965年 | オレグ・ステパノフ         | アンドレ・ブロー             | ヴォルフガング・ホフマン         | アンゾール・キブロツァシビリ | ヘルベルト・ニーマン         | アンゾール・キクナーゼ                 | アレクセイ・イロンチン                   | ウラジーミル・クスピジュ                 | マルティン・ポグライエン | アナトリ・ヤウディン | パルナウス・ジクビラーゼ | アルフレート・マイアー |
| 回 | 年     | 軽量級                     | 軽中量級                     | 中量級                           | 軽重量級                     | 重量級                       | 無差別                                 |                                          |                                          |                          |                      |                          |                        |
| 15 | 1966年 | セルゲイ・ススリン         | オレグ・ステパノフ           | ペーター・スナイデルス           | ヨープ・ハウェレーウ         | ウィレム・ルスカ             | アンゾール・キクナーゼ                 |                                          |                                          |                          |                      |                          |                        |
| 16 | 1967年 | セルゲイ・ススリン         | アルマン・ドスメ             | ウラジーミル・ポカタエフ         | ペーター・ヘルマン           | ウィレム・ルスカ             | アントン・ヘーシンク                   |                                          |                                          |                          |                      |                          |                        |
| 17 | 1968年 | ピルズ・マルトコプリシビリ | ロイ・マガルターゼ           | ヴォルフガング・ホフマン         | ペーター・ヘルマン           | クラウス・グラーン           | ウラジーミル・サウニン                 |                                          |                                          |                          |                      |                          |                        |
| 18 | 1969年 | セルジュ・フェス           | ダビド・ルドマン             | アナトリー・ボンダレンコ         | ペーター・スナイデルス       | ウィレム・ルスカ             | ウィレム・ルスカ                       |                                          |                                          |                          |                      |                          |                        |
| 19 | 1970年 | ジャン＝ジャック・ムニエル | ルドルフ・ヘンデル           | ブライアン・ジャックス           | ウラジーミル・ポカタエフ     | クラウス・グラーン           | クラウス・ヘニング                     |                                          |                                          |                          |                      |                          |                        |
| 20 | 1971年 | ジャン＝ジャック・ムニエル | ルドルフ・ヘンデル           | ギ・オーフレイ                   | ヘルムート・ホビラー         | ウィレム・ルスカ             | ビタリー・クズネツォフ                 |                                          |                                          |                          |                      |                          |                        |
| 21 | 1972年 | ジャン＝ジャック・ムニエル | ディートマール・ヘトガー     | ジャン＝ポール・コシュ           | アンジェロ・パリジ           | ウィレム・ルスカ             | ウィレム・ルスカ                       |                                          |                                          |                          |                      |                          |                        |
| 22 | 1973年 | セルゲイ・メルニチェンコ   | ディートマール・ヘトガー     | ブライアン・ジャックス           | ジャン＝リュック・ルージェ   | サンチャゴ・オヘダ           | セルゲイ・ノビコフ                     |                                          |                                          |                          |                      |                          |                        |
| 23 | 1974年 | セルゲイ・メルニチェンコ   | ギュンター・クリューゲル     | ジャン＝ポール・コシェ           | ゴラン・ズベラ               | ギービ・オナシビリ           | セルゲイ・ノビコフ                     |                                          |                                          |                          |                      |                          |                        |
| 24 | 1975年 | トルステン・ライスマン     | ウラジミール・ネフゾロフ     | アントニー・レイテル             | ディートマー・ローレンツ     | ラマズ・ニチラーゼ           | ギービ・オナシビリ                     |                                          |                                          |                          |                      |                          |                        |
| 25 | 1976年 | トゥンチク・ヨージェフ     | ワレリー・ドボイニコフ       | ジャン＝ポール・コシェ           | テンギズ・フブルーリ         | セルゲイ・ノビコフ           | アベル・カザチェンコフ                 |                                          |                                          |                          |                      |                          |                        |
| 回 | 年     | 60kg以下級                 | 65kg以下級                   | 71kg以下級                       | 78kg以下級                   | 86kg以下級                   | 95kg以下級                             | 95kg超級                                 | 無差別                                   |                          |                      |                          |                        |
| 26 | 1977年 | エフゲニー・ポゴレロフ     | イブ・デルバン               | ウラジミール・ネフゾロフ         | アダム・アダムチク           | アレクセイ・ボロソフ         | ディートマー・ローレンツ               | ジャン＝リュック・ルージェ               | アンジェロ・パリジ                       |                          |                      |                          |                        |
| 27 | 1978年 | フェリーチェ・マリアーニ   | トルステン・ライスマン       | ギュンター・クリューゲル         | ハラルト・ハインケ           | アレクサンドル・ヤチケビッチ | ディートマー・ローレンツ               | ペーター・アデラー                       | ディートマー・ローレンツ                 |                          |                      |                          |                        |
| 28 | 1979年 | フェリーチェ・マリアーニ   | ニコライ・ソロドクリン       | ニール・アダムス                 | ハラルト・ハインケ           | ヨルグ・ロースリスベルガー   | テンギズ・フブルーリ                   | ジャン＝リュック・ルージェ               | アレクセイ・チューリン                   |                          |                      |                          |                        |
| 29 | 1980年 | フェリーチェ・マリアーニ   | トルステン・ライスマン       | ニコラエ・ブラド                 | ニール・アダムス             | アレクサンドル・ヤチケビッチ | ジャン＝リュック・ルージェ             | アレクセイ・チューリン                   | ロベルト・バンドワール                   |                          |                      |                          |                        |
| 30 | 1981年 | アンジェイ・ヂェミアニウク | コンスタンティン・ニクラエ   | カール＝ハインツ・レーマン       | ゲオルギ・ペトロフ           | ダビド・ボダベリ             | ロジェ・バション                       | グリゴリー・ベリチェフ                   | ヴォイチェフ・レシェコ                   |                          |                      |                          |                        |
| 31 | 1982年 | ハズレト・トレツェリ       | トルステン・ライスマン       | エツィオ・ガンバ                 | ミルチャ・フラティカ         | アレクサンドル・ヤチケビッチ | ロベルト・ケステンベルガー             | ヘンリー・ストール                       | アレクセイ・チューリン                   |                          |                      |                          |                        |
| 32 | 1983年 | ハズレト・トレツェリ       | ティエリー・レイ             | リシャール・メリーヨ             | ニール・アダムス             | ビタリー・ペスニャック       | ワレリー・ディビセンコ                 | ハビル・ビクタシェフ                     | アンジェロ・パリジ                       |                          |                      |                          |                        |
| 33 | 1984年 | ハズレト・トレツェリ       | マルク・アレクサンドル       | タマズ・ナムガラウリ             | ニール・アダムス             | ビタリー・ペスニャック       | ギュンター・ノイロイター               | アレクサンダー・フォン・デア・グレーベン | アンジェロ・パリジ                       |                          |                      |                          |                        |
| 34 | 1985年 | チャーク・ヨージェフ       | ユーリ・ソコロフ             | ハイトシュ・ベルタラン           | フランク・ウィニケ           | ペーター・ザイゼンバッハー   | ロベルト・バンドワール                 | グリゴリー・ベリチェフ                   | アレクサンドル・フォン・デア・グローベン |                          |                      |                          |                        |
| 35 | 1986年 | ハズレト・トレツェリ       | コルネル＝イリエ・セルバン   | タマズ・ナムガラウリ             | ニール・アダムス             | ビタリー・ペスニャック       | ロベルト・バンドワール                 | ヴィリー・ヴィルヘルム                   | ヘンリー・ストール                       |                          |                      |                          |                        |
| 36 | 1987年 | パトリック・ルー           | ジャン＝ピエール・ハンサン   | ヴィエスワフ・ブワフ             | バシール・ワラエフ           | ファビアン・カヌ             | コバ・クルタニーゼ                     | ミハイ・シオク                           | グリゴリー・ベリチェフ                   |                          |                      |                          |                        |
| 37 | 1988年 | アミラン・トチカシビリ     | ブルーノ・カラベッタ         | ホアキン・ルイス                 | バシール・ワラエフ           | ファビアン・カヌ             | イジー・ソスナ                         | グリゴリー・ベリチェフ                   | エルビス・ゴードン                       |                          |                      |                          |                        |
| 38 | 1989年 | アミラン・トチカシビリ     | ブルーノ・カラベッタ         | ヨルマ・コルホーネン             | バシール・ワラエフ           | ファビアン・カヌ             | コバ・クルタニーゼ                     | ラファウ・クバツキ                       | ユハ・サロネン                           |                          |                      |                          |                        |
| 39 | 1990年 | フィリップ・プラディロール | ブルーノ・カラベッタ         | ギド・シューマッハー             | バシール・ワラエフ           | バルデマール・レジェン       | ステファン・トレノー                   | セルゲイ・コソロトフ                     | トルナイ・ラスロー                       |                          |                      |                          |                        |
| 40 | 1991年 | フィリップ・プラディロール | エリック・ボルン             | シュテファン・ドット             | アントニー・ブルト           | アクセル・ローベンシュタイン | テオ・メイヤー                         | ヘンリー・ストール                       | イゴール・ベレズニツキ                   |                          |                      |                          |                        |
| 41 | 1992年 | ナジム・グセイノフ         | ブノワ・カンパーニュ         | ノルベルト・ハインベルガー       | マルコ・スピットカ           | パスカル・タイヨ             | ステファン・トレノー                   | フランク・モラー                         | トーマス・ミューラー                     |                          |                      |                          |                        |
| 42 | 1993年 | ナジム・グセイノフ         | セルゲイ・コスミニン         | ウラジーミル・ジェボアーゼ       | ダルセル・ヤンジ             | パスカル・タイヨ             | ステファン・トレノー                   | ダヴィド・ハハレイシヴィリ               | ダヴィド・ハハレイシヴィリ               |                          |                      |                          |                        |
| 43 | 1994年 | ジローラモ・ジオビナッツォ | ウラジーミル・ドラチコ       | セルゲイ・コスミニン             | ライアン・バーチ             | オレグ・マルツェフ           | パウエル・ナツラ                       | ダビド・ドゥイエ                         | ローラン・クロスト                       |                          |                      |                          |                        |
| 44 | 1995年 | ナイジェル・ドノヒュー     | ペーター・シュラッター       | マルティン・シュミット           | パトリック・ライター         | マールテン・アレンス         | パウエル・ナツラ                       | セルゲイ・コソロトフ                     | チェース・イムレ                         |                          |                      |                          |                        |
| 45 | 1996年 | ゲオルギ・ワザガシビリ     | ゲオルギ・レワジシビリ       | ダニー・キングストン             | ジャメル・ブーラ             | マルク・ハイジンハ           | パウエル・ナツラ                       | ダヴィド・ハハレイシヴィリ               | インドレク・ペルテルソン                 |                          |                      |                          |                        |
| 46 | 1997年 | ラシャド・ママドフ         | ヒュセイン・オズカン         | ゲオルギ・ワザガシビリ           | ヨハン・ラーツ               | マルク・ハイジンハ           | ベン・ソネマンス                       | セリム・タタログル                       | ハリー・ファンバルネベルト               |                          |                      |                          |                        |
| 回 | 年     | 60kg以下級                 | 66kg以下級                   | 73kg以下級                       | 81kg以下級                   | 90kg以下級                   | 100kg以下級                            | 100kg超級                                | 無差別                                   |                          |                      |                          |                        |
| 47 | 1998年 | ネストル・ヘルギアニ       | ラルビ・ベンブダウ           | ジュゼッペ・マッダローニ         | ハイトシュ・ベルタラン       | マルク・ハイジンハ           | ダニエル・グルシュナー                 | タメルラン・トメノフ                     | セリム・タタログル                       |                          |                      |                          |                        |
| 48 | 1999年 | オスカル・ペニャス         | ラルビ・ベンブダウ           | ジュゼッペ・マッダローニ         | ヌーノ・デルガド             | ダーン・デコーマン           | ステファン・トレノー                   | タメルラン・トメノフ                     | セリム・タタログル                       |                          |                      |                          |                        |
| 49 | 2000年 | エルチン・イスマイロフ     | パトリック・ファンカルケン   | ミケル・アルマイダ               | セルゲイ・アシュワンデン     | アドリアン・クロイトル       | ユーリ・ステプキン                     | デニス・ファンデルヘースト               | アイタミ・ルアノ                         |                          |                      |                          |                        |
| 50 | 2001年 | エルチン・イスマイロフ     | レナート・ミラリエフ         | ゲンナジー・ビロディド           | アレクセイ・ブドリン         | マルク・ハイジンハ           | アリエル・ゼエビ                       | タメルラン・トメノフ                     | アレクサンドル・ミハイリン               |                          |                      |                          |                        |
| 51 | 2002年 | ヤシーヌ・ドゥマ           | ミクローシュ・ウングバリ     | アナトリー・ラリュコフ           | イラクリ・ウズナゼ           | バレンティン・グレコフ       | エルコ・ファンデルヘースト             | タメルラン・トメノフ                     | デニス・ファンデルヘースト               |                          |                      |                          |                        |
| 52 | 2003年 | ネストル・ヘルギアニ       | バンジャマン・ダルベレ       | ゲンナジー・ビロディド           | セルゲイ・アシュワンデン     | バレンティン・グレコフ       | アリエル・ゼエビ                       | タメルラン・トメノフ                     | アレクサンドル・ミハイリン               |                          |                      |                          |                        |
| 53 | 2004年 | ルートウィヒ・パイシャー   | ベクタシュ・デミレル         | キヨシ・ウエマツ                 | イリアス・イリアディス       | フランチェスコ・レプレ       | アリエル・ゼエビ                       | セリム・タタログル                       | マチュー・バタイユ                       |                          |                      |                          |                        |
| 54 | 2005年 | アルメン・ナザリアン       | エイチン・イスマイロフ       | ブラウン・アーコシュ             | オーレ・ビショフ             | ダビド・アラルサ             | クリストフ・アンベル                   | アレクサンドル・ミハイリン               | タメルラン・トメノフ                     |                          |                      |                          |                        |
| 55 | 2006年 | クレイグ・ファロン         | ザザ・ケデラシビリ           | エルヌル・ママドリ               | シャルヘイ・シュンジカウ     | イヴァン・ペルシン           | ルスラン・ガシモフ                     | アンドレアス・テルツァー                 | アレクサンドル・ミハイリン               |                          |                      |                          |                        |
| 56 | 2007年 | ルスラン・キシュマホフ     | ザザ・ケデラシビリ           | サラーム・メジドフ               | ロベルト・クラフチク         | バレンティン・グレコフ       | ハドフィ・ダーニエル                   | テディ・リネール                         | アレクサンドル・ミハイリン               |                          |                      |                          |                        |
| 回 | 年     | 60kg以下級                 | 66kg以下級                   | 73kg以下級                       | 81kg以下級                   | 90kg以下級                   | 100kg以下級                            | 100kg超級                                |                                          |                          |                      |                          |                        |
| 57 | 2008年 | ルートウィヒ・パイシャー   | ザザ・ケデラシビリ           | ディルク・バンティヘルト         | ジョアン・ネト               | マルク・ハイジンハ           | ヘンク・フロル                         | タメルラン・トメノフ                     |                                          |                          |                      |                          |                        |
| 58 | 2009年 | アルセン・ガルスチャン     | ミクローシュ・ウングバリ     | ボロディーミル・ソロカ           | イワン・ニフォントフ         | アンドレイ・カズショナク     | タギル・ハイブラエフ                   | マルティン・パダル                       |                                          |                          |                      |                          |                        |
| 59 | 2010年 | ソフィアン・ミル           | スゴイ・ウリアルテ           | ジョアン・ピナ                   | シラジュディン・マゴメドフ   | マルカス・ニマン             | エルコ・ファンデルヘースト             | イハル・マカラウ                         |                                          |                          |                      |                          |                        |
| 60 | 2011年 | ゲオルグリー・ザンタラヤ   | ミクローシュ・ウングバリ     | ジョアン・ピナ                   | エルヌール・ママドリ         | イリアス・イリアディス       | アメル・メキッチ                       | テディ・リネール                         |                                          |                          |                      |                          |                        |
| 61 | 2012年 | ベスラン・ムドラノフ       | アリム・ガダノフ             | ウゴ・ルグラン                   | シラジュディン・マゴメドフ   | ヴァルラーム・リパルテリアニ | アリエル・ゼエビ                       | アレクサンドル・ミハイリン               |                                          |                          |                      |                          |                        |
| 62 | 2013年 | アミラン・パピナシビリ     | ラシャ・シャフダトゥアシビリ | ロク・ドラクシッチ               | アブタンディル・チリキシビリ | キリル・デニソフ             | ルカシュ・クルパレク                   | テディ・リネール                         |                                          |                          |                      |                          |                        |
| 63 | 2014年 | ベスラン・ムドラノフ       | ロイク・コルバル             | デックス・エレモント             | アブタンディル・チリキシビリ | ヴァルラーム・リパルテリアニ | ルカシュ・クルパレク                   | テディ・リネール                         |                                          |                          |                      |                          |                        |
| 64 | 2015年 | ベスラン・ムドラノフ       | カマル・ハーン＝マゴメドフ   | サギ・ムキ                       | アブタンディル・チリキシビリ | キリル・デニソフ             | ヘンク・フロル                         | アダム・オクルアシビリ                   |                                          |                          |                      |                          |                        |
| 64 | 2016年 | ワリド・キヤー             | バジャ・マルグベラシビリ     | ルスタム・オルジョフ             | ハサン・ハルムルザエフ       | ヴァルラーム・リパルテリアニ | ヘンク・フロル                         | テディ・リネール                         |                                          |                          |                      |                          |                        |
| 65 | 2017年 | ロベルト・ムシビドバゼ     | ゲオルギー・ザンタラヤ       | ヒダヤト・ヘイダロフ             | アラン・フベツォフ           | アレクサンダル・クコル       | エルハン・ママドフ                     | グラム・ツシシビリ                       |                                          |                          |                      |                          |                        |
| 66 | 2018年 | イスラム・ヤシュエフ       | アドリアン・ゴムボッチ       | フェルディナンド・カラペティアン | サギ・ムキ                   | ミハイル・イゴルニコフ       | トマ・ニキフォロフ                     | ルカシュ・クルパレク                     |                                          |                          |                      |                          |                        |
| 67 | 2019年 | ルフミ・チフビミアニ       | ゲオルギー・ザンタラヤ       | トミー・マシアス                 | マティアス・カス             | ミカイル・オゼルレル         | アルマン・アダミアン                   | グラム・ツシシビリ                       |                                          |                          |                      |                          |                        |
| 68 | 2020年 | ロベルト・ムシビドバゼ     | オルハン・サファロフ         | ビクトル・ステルプ               | タト・グリガラシビリ         | ミハイル・イゴルニコフ       | ピーター・パルチック                   | タメルラン・バシャエフ                   |                                          |                          |                      |                          |                        |
| 69 | 2021年 | フランシスコ・ガリゴス     | マヌエル・ロンバルド         | アキル・ジャコヴァ               | マティアス・カス             | ラシャ・ベカウリ             | トマ・ニキフォロフ                     | イナル・タソエフ                         |                                          |                          |                      |                          |                        |
| 70 | 2022年 | フランシスコ・ガリゴス     | ボグダン・ヤドフ             | ヒダヤト・ヘイダロフ             | タト・グリガラシビリ         | イリア・スラマニゼ           | ミハエル・コレル                       | ユール・スペイケルス                     |                                          |                          |                      |                          |                        |
| 71 | 2023年 | ルカ・ムハイジェ           | デニス・ビエル               | ヒダヤト・ヘイダロフ             | ヴェダト・アルバイラク       | ネマニャ・マイドフ           | ゼリム・コツォイエフ                   | マルッティ・プーマライネン               |                                          |                          |                      |                          |                        |
| 72 | 2024年 | フランシスコ・ガリゴス     | バジャ・マルグベラシビリ     | ヒダヤト・ヘイダロフ             | タト・グリガラシビリ]        | エリャン・ハジエフ           | 中立選手(AIN) マトベイ・カニコフスキー | 中立選手(AIN) イナル・タソエフ           |                                          |                          |                      |                          |                        |
| 73 | 2025年 | ゲオルギー・サルダラシビリ | ダイキ・ブバ                 | IJFダニル・ラブレンテフ          | IJFティムル・アルブゾフ      | クリスティアン・パルラティ   | イリア・スラマニゼ                     | IJFイナル・タソエフ                      |                                          |                          |                      |                          |                        |

### 女子
| 回 | 年     | 48kg以下級                             | 52kg以下級                 | 56kg以下級                             | 61kg以下級                   | 66kg以下級                     | 72kg以下級                 | 72kg超級                       | 無差別                         |
| -- | ------ | -------------------------------------- | -------------------------- | -------------------------------------- | ---------------------------- | ------------------------------ | -------------------------- | ------------------------------ | ------------------------------ |
| 1  | 1975年 | エーディト・フロバット                 | クリスティアーヌ・エルゾ   | シグリト・ハップ                       | マルティーヌ・ロティエ       | ポーレット・フォイエ           | カトリーヌ・ピエール       | クリスティン・チャイルド       | カトリーヌ・ピエール           |
| 2  | 1976年 | ジェーン・ブリッジ                     | エーディト・フロバット     | シグリト・ハップ                       | マルティーヌ・ロティエ       | ポーレット・フォイエ           | カトリーヌ・ピエール       | クリスティアーネ・キーブルク   | ラウラ・ディ・トーマ           |
| 3  | 1977年 | エバ・ヒレシェイム                     | エーディト・フロバット     | シグリト・ハップ                       | インゲ・ベルク               | ガブリエレ・ツェルビンスキ     | カトリーヌ・ピエール       | クリスティアーネ・キーブルク   | ジョセリーヌ・トリアドウ       |
| 4  | 1978年 | ジェーン・ブリッジ                     | エーディト・フロバット     | ゲルダ・ヴィンクルバウアー             | インゲ・ベルク               | カリン・クリューガー           | バルバラ・クラッセン       | クリスティアーネ・キーブルク   | バルマ・ロタハー               |
| 5  | 1979年 | エディト・ブーテミー                   | エーディト・フロバット     | ゲルダ・ヴィンクルバウアー             | ブリジット・ディディエ       | マリー＝フランス・ミル         | ジョセリーヌ・トリアドウ   | クリスティアーネ・キーブルク   | バルバラ・クラッセン           |
| 6  | 1980年 | ジェーン・ブリッジ                     | パトリシア・モンタグティ   | ゲルダ・ヴィンクルバウアー             | ラウラ・ディ・トーマ         | カトリーヌ・ピエール           | ジョセリーヌ・トリアドウ   | マルゲリータ・ディカル         | バルバラ・クラッセン           |
| 7  | 1981年 | ブリジト・フリードリヒ                 | エーディト・フロバット     | ゲルダ・ヴィンクルバウアー             | アン・ヒューズ               | マリー＝フランス・ミル         | ジョセリーヌ・トリアドウ   | マルゲリータ・ディカル         | バルバラ・クラッセン           |
| 8  | 1982年 | カレン・ブリッグス                     | エーディト・フロバット     | ベアトリス・ロドリゲス                 | ヘルタ・ライター             | エーディト・ジーモン           | ジョセリーヌ・トリアドウ   | マリョレイン・ファンウーネン   | エーディト・ジーモン           |
| 9  | 1983年 | カレン・ブリッグス                     | ロレッタ・ドイル           | ゲルダ・ヴィンクルバウアー             | アン・ヒューズ               | ラウラ・ディ・トーマ           | イングリッド・ベルグマンス | マリア・テレーザ・モッタ       | イングリッド・ベルグマンス     |
| 10 | 1984年 | カレン・ブリッグス                     | エーディト・フロバット     | ダイアン・ベル                         | マルティーヌ・ロティエ       | ブリジット・ディディエ         | バルバラ・クラッセン       | マリョレイン・ファンウーネン   | ナタリナ・ルピノ               |
| 11 | 1985年 | マリー＝フランス・コリニョン           | パスカル・ドジェ           | ベアトリス・ロドリゲス                 | ボグスワヴァ・オレフノビッチ | ブリジット・ディディエ         | イングリッド・ベルグマンス | サンドラ・ブラッドショー       | マリョレイン・ファンウーネン   |
| 12 | 1986年 | カレン・ブリッグス                     | ドミニク・ブラン           | ベアトリス・ロドリゲス                 | ダイアン・ベル               | ブリジット・ディディエ         | イレーネ・ドゥコック       | ベアタ・マクシモフ             | イレーネ・ドゥコック           |
| 13 | 1987年 | カレン・ブリッグス                     | ドミニク・ブラン           | カトリーヌ・アルノー                   | ボグスワヴァ・オレフノビッチ | シャンタル・ハン               | イレーネ・ドゥコック       | イザベル・パック               | イングリッド・ベルグマンス     |
| 14 | 1988年 | ジェシカ・ガル                         | アレッサンドラ・ジュンジ   | カトリーヌ・アルノー                   | ダイアン・ベル               | アレクサンドラ・シュライバー   | イングリッド・ベルグマンス | アンヘリク・セリーゼ           | イングリッド・ベルグマンス     |
| 15 | 1989年 | セシル・ノバック                       | ヤーナ・ロンカイネン       | カトリーヌ・アルノー                   | カトリーヌ・フローリ         | エマヌエーラ・ピエラントッツィ | イングリッド・ベルグマンス | アンヘリク・セリーゼ           | アンヘリク・セリーゼ           |
| 16 | 1990年 | セシル・ノバック                       | シャロン・レンドル         | カトリーヌ・アルノー                   | ベゴーニャ・ゴメス           | アレクサンドラ・シュライバー   | カリン・クリューガー       | クリスティーヌ・シコ           | シャロン・リー                 |
| 17 | 1990年 | セシル・ノバック                       | シャロン・レンドル         | カトリーヌ・アルノー                   | ベゴーニャ・ゴメス           | アレクサンドラ・シュライバー   | カリン・クリューガー       | クリスティーヌ・シコ           | シャロン・リー                 |
| 18 | 1991年 | セシル・ノバック                       | ジェシカ・ガル             | ミリアム・ブラスコ                     | ナジ・ジュジャ               | イザベル・ボーレユ             | レティシア・メイニャン     | ベアタ・マクシモフ             | モニク・ファンデリー           |
| 19 | 1992年 | セシル・ノバック                       | ロレッタ・ドイル           | ニコラ・フェアブラザー                 | ボグスワヴァ・オレフノビッチ | エマヌエーラ・ピエラントッツィ | レティシア・メイニャン     | スベトラーナ・グンダレンコ     | アンヘリク・セリーゼ           |
| 20 | 1993年 | ヤナ・ペルルベルク                     | アルムデナ・ムニョス       | ニコラ・フェアブラザー                 | ヤエル・アラド               | アリス・デュブワ               | レティシア・メイニャン     | モニク・ファンデリー           | アンヘリク・セリーゼ           |
| 21 | 1994年 | ヨランダ・ソレル                       | エバ＝ラリサ・クラウゼ     | ジェシカ・ガル                         | ジェラ・バンデカバイエ       | ロウェナ・スウェットマン       | ウラ・ウェルブルック       | アンヘリク・セリーゼ           | モニク・ファンデリー           |
| 22 | 1995年 | ヨランダ・ソレル                       | アレッサンドラ・ジュンジ   | ニコラ・フェアブラザー                 | ジェニー・ハル               | アリス・デュブワ               | ウラ・ウェルブルック       | スベトラーナ・グンダレンコ     | アンヘリク・セリーゼ           |
| 23 | 1996年 | ヨランダ・ソレル                       | シャロン・レンドル         | ジェシカ・ガル                         | ジェラ・バンデカバイエ       | クラウディア・ズウィールス     | ウラ・ウェルブルック       | アンヘリク・セリーゼ           | モニク・ファンデリー           |
| 24 | 1997年 | シルビー・メルー                       | インゲ・クレメント         | マリー＝イザベル・ロンバ               | ジェラ・バンデカバイエ       | イボンネ・バンサルト           | ウラ・ウェルブルック       | ヨハンナ・ハーグン             | ベアタ・マクシモフ             |
| 回 | 年     | 48kg以下級                             | 52kg以下級                 | 57kg以下級                             | 63kg以下級                   | 70kg以下級                     | 78kg以下級                 | 78kg超級                       | 無差別                         |
| 25 | 1998年 | サラ・ニシロ＝ロッソ                   | ラファエラ・インブリアーニ | イサベル・フェルナンデス               | ジェラ・バンデカバイエ       | ウラ・ウェルブルック           | エステール・サン・ミゲル   | カリーナ・ブライアント         | フランソワーズ・ハルテフェルト |
| 26 | 1999年 | サラ・ニシロ＝ロッソ                   | デボラ・アラン             | イサベル・フェルナンデス               | ジェラ・バンデカバイエ       | ウラ・ウェルブルック           | セリーヌ・ルブラン         | イリーナ・ロディナ             | カチヤ・ゲルバー               |
| 27 | 2000年 | ラウラ・モイーゼ                       | レティシア・ティニョラ     | バルバラ・アレル                       | ジェラ・バンデカバイエ       | ウルスラ・マルティン           | セリーヌ・ルブラン         | カリーナ・ブライアント         | カチヤ・ゲルバー               |
| 28 | 2001年 | フレデリク・ジョシネ                   | インゲ・クレメント         | イサベル・フェルナンデス               | ジェラ・バンデカバイエ       | ウラ・ウェルブルック           | セリーヌ・ルブラン         | カチヤ・ゲルバー               | サンドラ・ケッペン             |
| 29 | 2002年 | フレデリク・ジョシネ                   | ジョージナ・シングルトン   | シンジア・カバズティ                   | リュシ・デコス               | アドリアナ・ダドチ             | セリーヌ・ルブラン         | サンドラ・ケッペン             | カチヤ・ゲルバー               |
| 30 | 2003年 | リュボフ・ブルレトワ                   | アナベル・ウラニ           | イサベル・フェルナンデス               | サラ・アルバレス             | ラシャ・スラカ                 | ルチア・モリコ             | カリーナ・ブライアント         | カトリン・バインロート         |
| 31 | 2004年 | アリナ・ドゥミトル                     | イオアナ・アルアシュ       | イサベル・フェルナンデス               | サラ・アルバレス             | エディス・ボッシュ             | ジェニー・カール           | マリーナ・プロコフェワ         | アン＝ソフィー・モンディエール |
| 32 | 2005年 | アリナ・ドゥミトル                     | イルス・ヘイレン           | オルガ・ソニア                         | エリザベト・ウィルボーダス   | エディス・ボッシュ             | セリーヌ・ルブラン         | カリーナ・ブライアント         | アン＝ソフィー・モンディエール |
| 33 | 2006年 | アリナ・ドゥミトル                     | テルマ・モンテイロ         | バルバラ・アレル                       | サラ・クラーク               | ジブリズ・エマヌ               | ベラ・モスカリュク         | アン＝ソフィー・モンディエール | テア・ドングザシビリ           |
| 34 | 2007年 | アリナ・ドゥミトル                     | テルマ・モンテイロ         | イサベル・フェルナンデス               | リュシ・デコス               | ジブリズ・エマヌ               | ステファニー・ポサメ       | アン＝ソフィー・モンディエール | エレナ・イワシェンコ           |
| 回 | 年     | 48kg以下級                             | 52kg以下級                 | 57kg以下級                             | 63kg以下級                   | 70kg以下級                     | 78kg以下級                 | 78kg超級                       |                                |
| 35 | 2008年 | アリナ・ドゥミトル                     | アナ・カラスコサ           | サブリナ・フィルツモザー               | リュシ・デコス               | イレニア・スカピン             | ハイデ・ウォラート         | アン＝ソフィー・モンディエール |                                |
| 36 | 2009年 | フレデリク・ジョシネ                   | ナタリア・クジュティナ     | テルマ・モンテイロ                     | ウルシカ・ジョルニル         | リュシ・デコス                 | エステール・サン・ミゲル   | エレナ・イワシェンコ           |                                |
| 37 | 2010年 | アリナ・ドゥミトル                     | ナタリア・クジュティナ     | コリーナ・カプリオリウ                 | エリザベト・ウィルボーダス   | アネット・メサロシュ           | ヨー・アビゲール           | ルツィヤ・ポラウデル           |                                |
| 38 | 2011年 | アリナ・ドゥミトル                     | ペネロプ・ボナ             | サブリナ・フィルツモザー               | ジブリズ・エマヌ             | エディス・ボッシュ             | オドレー・チュメオ         | エレナ・イワシェンコ           |                                |
| 39 | 2012年 | アリナ・ドゥミトル                     | アンドレア・キトゥ         | テルマ・モンテイロ                     | ジブリズ・エマヌ             | エディス・ボッシュ             | ヨー・アビゲール           | エレナ・イワシェンコ           |                                |
| 40 | 2013年 | チェルノビツキ・エーヴァ               | ナタリア・クジュティナ     | オトーヌ・パヴィア                     | クラリス・アグベニュー       | キム・ポリング                 | リュシ・ルエット           | ルツィヤ・ポラウデル           |                                |
| 41 | 2014年 | チェルノビツキ・エーヴァ               | マイリンダ・ケルメンディ   | オトーヌ・パヴィア                     | クラリス・アグベニュー       | キム・ポリング                 | オドレー・チュメオ         | エミリ・アンデオル             |                                |
| 42 | 2015年 | シャルリーヌ・ファンスニック           | アンドレア・キトゥ         | テルマ・モンテイロ                     | マルティナ・トライドス       | キム・ポリング                 | マリンド・フェルケルク     | エミリ・アンデオル             |                                |
| 43 | 2016年 | シャルリーヌ・ファンスニック           | マイリンダ・ケルメンディ   | オトーヌ・パヴィア                     | ティナ・トルステニャク       | ジブリズ・エマヌ               | オドレー・チュメオ         | カイラ・サイト                 |                                |
| 44 | 2017年 | ダリア・ビロディド                     | マイリンダ・ケルメンディ   | プリシラ・ネト                         | ティナ・トルステニャク       | サンネ・ファンデイケ           | オドレー・チュメオ         | マリナ・スルツカヤ             |                                |
| 45 | 2018年 | イリーナ・ドルゴワ                     | ナタリア・クジュティナ     | ノラ・ジャコヴァ                       | クラリス・アグベニュー       | キム・ポリング                 | マドレーヌ・マロンガ       | ロマヌ・ディッコ               |                                |
| 46 | 2019年 | ダリア・ビロディド                     | マイリンダ・ケルメンディ   | ダリア・メジェツカヤ                   | クラリス・アグベニュー       | マルゴー・ピノ                 | クララ・アポテカル         | マリナ・スルツカヤ             |                                |
| 47 | 2020年 | シリヌ・ブクリ                         | オデッテ・ジュフリーダ     | ヘドヴィグ・カラカス                   | クラリス・アグベニュー       | マルゴー・ピノ                 | マドレーヌ・マロンガ       | ロマヌ・ディッコ               |                                |
| 48 | 2021年 | ディストリア・クラスニキ               | アマンディーヌ・ブシャール | テルマ・モンテイロ                     | ティナ・トルステニャク       | サンネ・ファンデイケ           | ベアタ・パツト             | カイラ・サイト                 |                                |
| 49 | 2022年 | シリヌ・ブクリ                         | チェルシー・ジャイルズ     | ティムナ・ネルソン＝レヴィ             | ジェマ・ハウエル             | マリー＝エヴ・ガイエ           | アリナ・ベーム             | ロマヌ・ディッコ               |                                |
| 50 | 2023年 | シリヌ・ブクリ                         | アマンディーヌ・ブシャール | 中立選手(AIN) ダリア・クルボンママドワ | アンドレヤ・レシキ           | マリー＝エヴ・ガイエ           | アリナ・ベーム             | ロマヌ・ディッコ               |                                |
| 51 | 2024年 | 中立選手(AIN) クリスティナ・デュディナ | ディストリア・クラスニキ   | ダリア・ビロディド                     | レナタ・ザチョワ             | バルバラ・マティッチ           | オドレー・チュメオ         | ラズ・ヘルシュコ               |                                |
| 52 | 2025年 | シリヌ・ブクリ                         | ディストリア・クラスニキ   | セイヤ・バルハウス                     | レナタ・ザチョワ             | エズバシュ・ソフィ             | パトリシア・サンパイオ     | ロマヌ・ディッコ               |                                |

## 団体戦優勝国
| 回 | 年   | 男子団体         | 女子団体     |
| -- | ---- | ---------------- | ------------ |
| 1  | 1951 | フランス         | 実施せず     |
| 2  | 1952 | フランス(2)      | 実施せず     |
| 3  | 1953 | オランダ         | 実施せず     |
| 4  | 1954 | フランス(3)      | 実施せず     |
| 5  | 1955 | フランス(4)      | 実施せず     |
| 6  | 1957 | イギリス         | 実施せず     |
| 7  | 1958 | イギリス(2)      | 実施せず     |
| 8  | 1959 | イギリス(3)      | 実施せず     |
| 9  | 1960 | オランダ(2)      | 実施せず     |
| 10 | 1961 | オランダ(3)      | 実施せず     |
| 11 | 1962 | フランス(5)      | 実施せず     |
| 12 | 1963 | ソビエト連邦     | 実施せず     |
| 13 | 1964 | ソビエト連邦(2)  | 実施せず     |
| 14 | 1965 | ソビエト連邦(3)  | 実施せず     |
| 15 | 1966 | ソビエト連邦(4)  | 実施せず     |
| 16 | 1967 | 西ドイツ         | 実施せず     |
| 17 | 1968 | フランス(6)      | 実施せず     |
| 18 | 1969 | 西ドイツ(2)      | 実施せず     |
| 19 | 1970 | ソビエト連邦(5)  | 実施せず     |
| 20 | 1971 | イギリス(4)      | 実施せず     |
| 21 | 1972 | ソビエト連邦(6)  | 実施せず     |
| 22 | 1973 | ソビエト連邦(7)  | 実施せず     |
| 23 | 1974 | ソビエト連邦(8)  | 実施せず     |
| 24 | 1975 | ソビエト連邦(9)  | 実施せず     |
| 25 | 1976 | フランス(7)      | 実施せず     |
| 26 | 1977 | ソビエト連邦(10) | 実施せず     |
| 27 | 1978 | フランス(8)      | 実施せず     |
| 28 | 1979 | ソビエト連邦(11) | 実施せず     |
| 29 | 1980 | フランス(9)      | 実施せず     |
| 30 | 1982 | フランス(10)     | 実施せず     |
| 31 | 1984 | フランス(11)     | 実施せず     |
| 32 | 1985 | ソビエト連邦(12) | フランス     |
| 33 | 1986 | フランス(12)     | フランス(2)  |
| 34 | 1987 | ソビエト連邦(13) | フランス(3)  |
| 35 | 1988 | フランス(13)     | イギリス     |
| 36 | 1989 | ソビエト連邦(14) | フランス(4)  |
| 37 | 1990 | ソビエト連邦(15) | イギリス(2)  |
| 38 | 1991 | ソビエト連邦(16) | フランス(5)  |
| 39 | 1992 | フランス(14)     | フランス(6)  |
| 40 | 1993 | フランス(15)     | フランス(7)  |
| 41 | 1994 | ドイツ           | オランダ     |
| 42 | 1995 | ドイツ(2)        | イギリス(3)  |
| 43 | 1996 | フランス(16)     | フランス(8)  |
| 44 | 1997 | オランダ(4)      | フランス(9)  |
| 45 | 1998 | オランダ(5)      | フランス(10) |
| 46 | 1999 | ロシア           | ベルギー     |
| 47 | 2000 | フランス(17)     | フランス(11) |
| 48 | 2001 | イタリア         | ベルギー(2)  |
| 49 | 2003 | ジョージア       | フランス(12) |
| 50 | 2004 | フランス(18)     | フランス(13) |
| 51 | 2005 | イスラエル       | フランス(14) |
| 52 | 2006 | ロシア(2)        | ロシア       |
| 53 | 2007 | ジョージア(2)    | フランス(15) |
| 54 | 2008 | ロシア(3)        | フランス(16) |
| 55 | 2009 | ハンガリー       | ロシア(2)    |
| 56 | 2010 | ジョージア(3)    | イタリア     |
| 57 | 2011 | ウクライナ       | フランス(17) |
| 58 | 2012 | ジョージア(4)    | ロシア(3)    |
| 59 | 2013 | ジョージア(5)    | オランダ(2)  |
| 60 | 2014 | ジョージア(6)    | フランス(18) |
| 61 | 2015 | フランス(19)     | フランス(19) |
| 62 | 2016 | ジョージア(7)    | ポーランド   |
| 63 | 2017 | ジョージア(8)    | フランス(20) |
| 回 | 年   | 男女混合団体     |              |
| 64 | 2018 | ドイツ(3)        |              |
| 65 | 2019 | ロシア(7)        |              |
| 66 | 2021 | ジョージア(9)    |              |
| 67 | 2022 | フランス(21)     |              |
| 68 | 2023 | ジョージア(10)   |              |
| 69 | 2024 | フランス(22)     |              |
| 70 | 2025 | ジョージア(11)   |              |

### 各国メダル数
| 順 | 国・地域                 | 金  | 銀  | 銅  | 計  |
| -- | ------------------------ | --- | --- | --- | --- |
| 1  | フランス                 | 212 | 144 | 237 | 593 |
| 2  | オランダ                 | 100 | 75  | 150 | 325 |
| 3  | ソビエト連邦             | 75  | 54  | 67  | 196 |
| 4  | ロシア                   | 61  | 54  | 78  | 193 |
| 5  | イギリス                 | 51  | 65  | 117 | 233 |
| 6  | ベルギー                 | 46  | 38  | 88  | 172 |
| 7  | 西ドイツ                 | 38  | 48  | 93  | 179 |
| 8  | ジョージア               | 34  | 40  | 51  | 125 |
| 9  | ドイツ                   | 32  | 40  | 89  | 161 |
| 10 | イタリア                 | 29  | 61  | 96  | 186 |
| 11 | スペイン                 | 28  | 33  | 75  | 136 |
| 12 | 東ドイツ                 | 27  | 23  | 69  | 119 |
| 13 | オーストリア             | 26  | 34  | 71  | 131 |
| 14 | ポーランド               | 20  | 30  | 75  | 125 |
| 15 | ハンガリー               | 19  | 32  | 56  | 107 |
| 16 | ルーマニア               | 19  | 11  | 30  | 60  |
| 17 | アゼルバイジャン         | 15  | 17  | 27  | 59  |
| 18 | ウクライナ               | 15  | 10  | 25  | 50  |
| 19 | ポルトガル               | 12  | 10  | 22  | 44  |
| 20 | トルコ                   | 12  | 5   | 30  | 47  |
| 21 | スロベニア               | 11  | 11  | 30  | 52  |
| 22 | イスラエル               | 10  | 13  | 30  | 53  |
| 23 | コソボ                   | 9   | 4   | 12  | 25  |
| 24 | ベラルーシ               | 7   | 7   | 25  | 39  |
| 25 | スイス                   | 6   | 8   | 22  | 36  |
| 26 | チェコ                   | 5   | 2   | 11  | 18  |
| 27 | フィンランド             | 4   | 5   | 7   | 16  |
| -  | 中立選手(AIN)            | 4   | 2   | 4   | 10  |
| 28 | エストニア               | 3   | 4   | 12  | 19  |
| 29 | IJF                      | 3   | 3   | 2   | 8   |
| 30 | チェコスロバキア         | 2   | 9   | 17  | 28  |
| 31 | スウェーデン             | 2   | 6   | 21  | 29  |
| 32 | セルビア                 | 2   | 6   | 3   | 11  |
| 33 | ギリシャ                 | 2   | 4   | 7   | 13  |
| 33 | モルドバ                 | 2   | 4   | 7   | 13  |
| 35 | アルメニア               | 2   | 3   | 4   | 9   |
| 36 | 独立国家共同体           | 2   | 2   | 3   | 7   |
| 37 | ブルガリア               | 1   | 10  | 20  | 31  |
| 38 | ユーゴスラビア           | 1   | 8   | 16  | 25  |
| 39 | ボスニア・ヘルツェゴビナ | 1   | 3   | 2   | 6   |
| 40 | クロアチア               | 1   | 1   | 10  | 12  |
| 41 | ラトビア                 | 0   | 3   | 7   | 10  |
| 42 | スロバキア               | 0   | 2   | 4   | 6   |
| 43 | リトアニア               | 0   | 1   | 5   | 6   |
| 44 | アイルランド             | 0   | 0   | 1   | 1   |

## 歴代開催地一覧

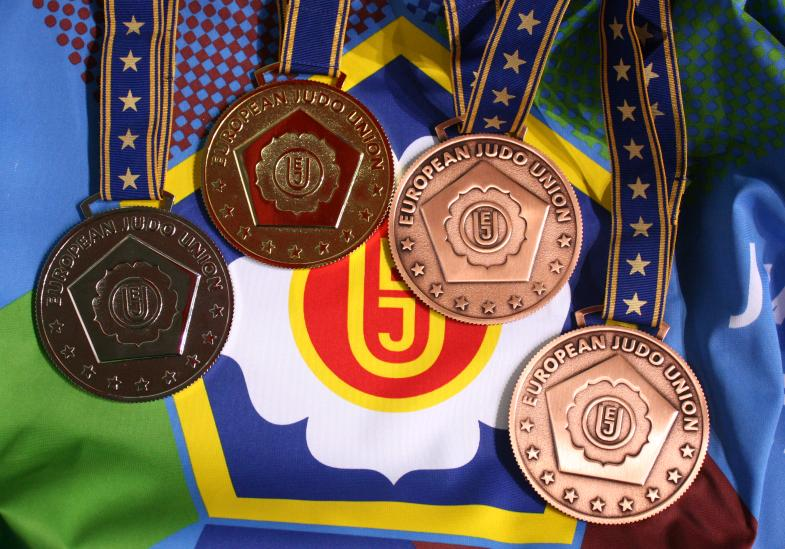
2010年のヨーロッパ柔道選手権大会で授与されたメダル

| 1951 | パリ フランス                     |                                     |                                     |
| 1952 | パリ フランス                     |                                     |                                     |
| 1954 | ブリュッセル ベルギー             |                                     |                                     |
| 1955 | パリ フランス                     |                                     |                                     |
| 1957 | ロッテルダム オランダ             |                                     |                                     |
| 1958 | バルセロナ スペイン               |                                     |                                     |
| 1959 | ウィーン オーストリア             |                                     |                                     |
| 1960 | アムステルダム オランダ           |                                     |                                     |
| 1961 | ミラノ イタリア                   |                                     |                                     |
| 1962 | エッセン 西ドイツ                 |                                     |                                     |
| 1963 | ジュネーヴ スイス                 |                                     |                                     |
| 1964 | 西ベルリン 西ドイツ               |                                     |                                     |
| 1965 | マドリード スペイン               |                                     |                                     |
| 1966 | ルクセンブルク市 ルクセンブルク   |                                     |                                     |
| 1967 | ローマ イタリア                   |                                     |                                     |
| 1968 | ローザンヌ スイス                 |                                     |                                     |
| 1969 | オーステンデ ベルギー             |                                     |                                     |
| 1970 | 東ベルリン 東ドイツ               |                                     |                                     |
| 1971 | ヨーテボリ スウェーデン           |                                     |                                     |
| 1972 | フォールブルフ オランダ           |                                     |                                     |
| 1973 | マドリード スペイン               |                                     |                                     |
| 1974 | ロンドン イギリス                 |                                     |                                     |
| 年   | 男子及び団体戦                    | 女子                                |                                     |
| 1975 | リヨン フランス                   | ミュンヘン 西ドイツ                 |                                     |
| 1976 | キエフ ソビエト連邦               | アルロン ベルギー                   |                                     |
| 1977 | ルートヴィヒスハーフェン 西ドイツ | ウィーン オーストリア               |                                     |
| 年   | 男子                              | 女子                                | 団体戦                              |
| 1978 | ヘルシンキ フィンランド           | ケルン 西ドイツ                     | パリ フランス                       |
| 1979 | ブリュッセル ベルギー             | ケルクラーデ オランダ               | ブレシア イタリア                   |
| 1980 | ウィーン オーストリア             | ウーディネ イタリア                 | デン・ハーグ オランダ               |
| 1981 | デブレツェン ハンガリー           | マドリード スペイン                 | 中止                                |
| 1982 | ロストック 東ドイツ               | オスロ ノルウェー                   | ミラノ イタリア                     |
| 1983 | パリ フランス                     | ジェノヴァ イタリア                 | 中止                                |
| 1984 | リエージュ ベルギー               | ピルマゼンス 西ドイツ               | パリ フランス                       |
| 1985 | ハーマル ノルウェー               | ランズクルーナ スウェーデン         | ブリュッセル ベルギー               |
| 1986 | ベオグラード ユーゴスラビア       | ロンドン イギリス                   | ノヴィ・サド ユーゴスラビア         |
| 年   | 男女個人戦                        | 団体戦                              |                                     |
| 1987 | パリ フランス                     | パリ フランス                       |                                     |
| 1988 | パンプローナ スペイン             | ヴィゼ ベルギー                     |                                     |
| 1989 | ヘルシンキ フィンランド           | ウィーン オーストリア               |                                     |
| 1990 | フランクフルト 西ドイツ           | ドゥブロヴニク ユーゴスラビア       |                                     |
| 1991 | プラハ チェコスロバキア           | スヘルトーヘンボス オランダ         |                                     |
| 1992 | パリ フランス                     | レオンディング オーストリア         |                                     |
| 1993 | アテネ ギリシャ                   | フランクフルト ドイツ               |                                     |
| 1994 | グダニスク ポーランド             | デン・ハーグ オランダ               |                                     |
| 1995 | バーミンガム イギリス             | トルナヴァ スロベニア               |                                     |
| 1996 | デン・ハーグ オランダ             | サンクトペテルブルク ロシア         |                                     |
| 1997 | オステンデ ベルギー               | ローマ イタリア                     |                                     |
| 1998 | オビエド スペイン                 | フィラッハ オーストリア             |                                     |
| 1999 | ブラチスラヴァ スロベニア         | イスタンブール トルコ               |                                     |
| 2000 | ワルシャワ ポーランド             | アールスト ベルギー                 |                                     |
| 2001 | パリ フランス                     | マドリード スペイン                 |                                     |
| 2002 | マリボル スロバキア               | 中止                                |                                     |
| 2003 | デュッセルドルフ ドイツ           | ロンドン イギリス                   |                                     |
| 年   | 個人戦                            | 個人戦(無差別)                      | 団体戦                              |
| 2004 | ブカレスト ルーマニア             | ブダペスト ハンガリー               | パリ フランス                       |
| 2005 | ロッテルダム オランダ             | モスクワ ロシア                     | デブレツェン ハンガリー             |
| 2006 | タンペレ フィンランド             | ノヴィ・サド セルビア・モンテネグロ | ベオグラード セルビア・モンテネグロ |
| 2007 | ベオグラード セルビア             | ワルシャワ ポーランド               | ミンスク ベラルーシ                 |
| 年   | 個人戦団体戦同一開催              |                                     |                                     |
| 2008 | リスボン ポルトガル               |                                     |                                     |
| 2009 | トビリシ ジョージア               |                                     |                                     |
| 2010 | ウィーン オーストリア             |                                     |                                     |
| 2011 | イスタンブール トルコ             |                                     |                                     |
| 2012 | チェリャビンスク ロシア           |                                     |                                     |
| 2013 | ブダペスト ハンガリー             |                                     |                                     |
| 2014 | モンペリエ フランス               |                                     |                                     |
| 2015 | バクー アゼルバイジャン           |                                     |                                     |
| 2016 | カザン ロシア                     |                                     |                                     |
| 2017 | ワルシャワ ポーランド             |                                     |                                     |
| 年   | 男女個人戦                        | 男女混合団体戦                      |                                     |
| 2018 | テルアビブ イスラエル             | エカテリンブルク ロシア             |                                     |
| 2019 | ミンスク ベラルーシ               | ミンスク ベラルーシ                 |                                     |
| 2020 | プラハ チェコ                     | ブカレスト ルーマニア               |                                     |
| 2021 | リスボン ポルトガル               | ウファ ロシア                       |                                     |
| 2022 | ソフィア ブルガリア               | ミュルーズ フランス                 |                                     |
| 2023 | モンペリエ フランス               | クリニツァ・ズドルイ ポーランド     |                                     |
| 年   | 個人戦団体戦同一開催              |                                     |                                     |
| 2024 | ザグレブ クロアチア               |                                     |                                     |
| 2025 | ポドゴリツァ モンテネグロ         |                                     |                                     |